# Robert Farris Thompson
Robert Farris Thompson (né le 30 décembre 1932 à El Paso (Texas) et mort le 29 novembre 2021 à New Haven (Connecticut)) est un historien de l'art et écrivain américain spécialisé dans l'Afrique et le monde afro-atlantique. Il a été membre de l’université de Yale de 1965 jusqu'à sa retraite, plus de 50 ans plus tard, et a occupé le poste de professeur d'histoire de l'art du colonel John Trumbull.

## Biographie

### Enfance, éducation et carrière professionnelle
Robert Farris Thompson, est né en 1932 à El Paso, au Texas. Il est issu d'un père médecin et d'une mère active dans la communauté artistique locale. Il a vécu dans la région Yoruba du sud-ouest du Nigeria pendant qu'il menait ses recherches sur l'histoire des arts Yoruba. Il était affilié à l'université d'Ibadan et fréquentait les communautés villageoises yoruba. Thompson a étudié les arts africains de la diaspora aux États-Unis, au Mexique, en Argentine, à Cuba, en Haïti, à Porto Rico et dans plusieurs îles des Caraïbes.
En 1955, Thompson a obtenu sa licence à l'Université de Yale, il a poursuivi ses études à Yale, où il a obtenu sa maîtrise en 1961 et son doctorat en 1965. Il a été le premier professeur de Yale et la deuxième personne aux États-Unis à recevoir une bourse en histoire de l'art africain.
Après avoir été maître du Timothy Dwight College de 1978 à 2010, il a été le maître le plus ancien d'un collège résidentiel à Yale. Thompson était l'un des érudits américains les plus éminents de l'art africain  et a présidé des expositions d'art africain à la National Gallery of Art de Washington DC.
Commençant par un article sur la danse et la musique afro-cubaines (publié en 1958), Thompson a consacré sa vie à l'étude de l'histoire de l'art du monde afro-atlantique. Son premier livre était Black Gods and Kings, qui était une lecture attentive de l'histoire de l'art du peuple Yoruba du sud-ouest du Nigeria (population d'environ 40 millions). D'autres ouvrages publiés incluent African Art in Motion, Flash of the Spirit (1983), Face of the Gods et Tango: The Art History of Love. Thompson a également publié une introduction aux journaux de Keith Haring. Certaines de ses œuvres ont même été traduites en allemand, portugais, français et flamand. De plus, Thompson a également étudié l'art de Guillermo Kuitca et José Bedia et a été anthologisé 15 fois.

## Prix
En 2003, le collège Art Association a remis son premier Distinguished Lifetime Achievement Award for Art Writing à Thompson, et a été nommé Distinguished Scholar de la CAA en 2015. En 2007, Thompson a reçu le prix "Contribution exceptionnelle à la recherche en danse", par le Congrès sur la recherche en danse.

## Vie personnelle et mort
Thompson est né à El Paso, Texas, il parlait couramment le français, l'italien, le portugais et l'espagnol et pouvait parler le yoruba, le ki-kongo et le créole à un niveau intermédiaire. Il a visité presque les 47 pays d'Afrique et laisse dans le deuil une sœur, deux enfants, quatre petits-enfants et une arrière-petite-fille.
Thompson est décédé des suites de la maladie de Parkinson compliquée par le COVID-19 le 29 novembre 2021 dans une maison de retraite à New Haven, Connecticut. Il était âgé de 88 ans,.